# Barbara Baraniak
Barbara Baraniak (ur. 8 maja 1954 w Sochaczewie, zm. 1 października 2022) – polska pedagog, doktor habilitowany nauk humanistycznych.

## Życiorys
Była pracownikiem Instytutu Ekonomiki i Organizacji Przemysłu Spożywczego i równocześnie nauczycielką w Zespole Szkół Przemysłu Spożywczego w Warszawie. Od 1987 pracowała w Centralnym Ośrodku Rozwoju i Postępu w Rolnictwie w Brwinowie. W 1992 obroniła w Wyższej Szkole Pedagogicznej w Bydgoszczy pracę doktorską Wpływ treści pracy na unowocześnianie planów i programów kształcenia zawodowego na przykładzie zawodu technika technologii żywności napisaną pod kierunkiem Edwarda Gajdy. Od 1993 pracowała w Instytucie Badań Edukacyjnych, była tam m.in. sekretarzem naukowym i od października 2007 do marca 2009 p.o. dyrektora. 25 października 2004 uzyskała w Akademii Bydgoskiej stopień doktora habilitowanego. 
Od 2008 pracowała na Wydziale Nauk Pedagogicznych Uniwersytetu Kardynała Stefana Wyszyńskiego w Warszawie, tam w latach 2012-2021 kierowała Katedrą Pedagogiki Społecznej i Pedagogiki Pracy.
Pracowała też w Wyższej Szkole Pedagogicznej Związku Nauczycielstwa Polskiego w Warszawie (była tam w latach 1995-1997 dziekanem i prodziekanem Wydziału Pedagogicznego). oraz na Wydziale Nauk Pedagogicznych Kujawskiej Szkole Wyższej we Włocławku.

## Ordery i odznaczenia
W 1998 została odznaczona Medalem Komisji Edukacji Narodowej, w 2005 Złotym Krzyżem Zasługi, a w 2011 Krzyżem Kawalerskim Orderu Odrodzenia Polski.